# أبراميس طويل السلسة
الأبراميس طويل السلسة أو طويل الشوكة هي أحد أنواع الأسماك التي تعيش في المياه العذبة من فصيلة الشبوطيات، توجد في كل من سوريا وتركيا حيث كان وجوده مقتصراً على بحيرتي العمق والغاب. وبعد تجفيف بحيرة العمق لم يعد يرى هذا النوع من الأسماك منذ بداية القرن العشرين وربما تكون قد انقرضت. ولكن ربما يوجد هذا النوع أيضاً في بحيرة (غولباشي) التي تأثرت بالتعداد السكاني والتلوث الناتج عنه وكذلك استنزاف واستخراج المياه منها.

## الأسماء
الأبراميس البحري أو الأبراميس طويل السلسة أو طويل الشوكة أو أبراميس العاصي أو القَجاج أو الجربيدي أو الفريدي أو الكحلاء.